# Перстач пісковий
Перстач пісковий (Potentilla incana, syn. Potentilla arenaria) — вид квіткових рослин роду перстач родини розові (Rosaceae).

## Ботанічний опис
Багаторічна рослина заввишки 5-15 см.
Прикореневі листки з лінійними прилистками, зазвичай пальчасті, стеблові — трійчасті.
Листки клиноподібні-зворотньояйцеподібні, із 3-5 неглибокими зубцями з кожної сторони, опушені.
Пелюстки жовті, довші від чашолистків.

## Поширення
На більшій частині України, крім Карпат та Криму. Росте на пісках, кам'янистих схилах, у степу.